# John Kalusa
John Kalusa – zambijski piłkarz grający na pozycji obrońcy. W swojej karierze grał w reprezentacji Zambii.

## Kariera klubowa
W swojej karierze piłkarskiej Kalusa grał w klubie Nkana Red Devils.

## Kariera reprezentacyjna
W 1982 roku Kalusa został powołany do reprezentacji Zambii na Puchar Narodów Afryki 1982. Wystąpił w nim w pięciu meczach: grupowych z Algierią (0:1), Etiopią (1:0) i z Nigerią (3:0), półfinałowym z Libią (1:2) i o 3. miejsce z Algierią (2:0). Z Zambią zajął 3. miejsce w tym turnieju.